# Шиков, Анатолий Иванович
Анатолий Иванович Шиков (1939—2002) — сельскохозяйственный деятель, Герой Социалистического Труда (1984).

## Биография
Анатолий Шиков родился 23 августа 1938 года в деревне Бахаревка (ныне не существует, находилась на территории Рославльского района Смоленской области). В 1950 году окончил четыре класса школы. С 1954 года работал в колхозе «Ленинская искра». Окончил курсы трактористов, после чего руководил тракторной бригадой колхоза. С 1976 года Шиков был звеньевым звена по возделыванию льна.
Звено Шикова добилось больших успехов в льноводстве. С каждого гектара закреплённой за ним площади оно ежегодно собирало до 10,5 центнеров волокна и 7,2 центнеров семян.
Указом Президиума Верховного Совета СССР от 6 июня 1984 года за «достижение выдающихся показателей и трудовой героизм, проявленный в выполнении планов и социалистических обязательств» Анатолий Шиков был удостоен высокого звания Героя Социалистического Труда с вручением ордена Ленина и медали «Серп и Молот».
Умер 24 декабря 2002 года, похоронен на сельском кладбище близ бывшей деревни Бахаревка.
Был также награждён орденами Октябрьской Революции, Трудового Красного Знамени, рядом медалей.